# Apku
Apku, Apqu - starożytne miasto w Asyrii, leżące ok. 50 km na zachód od Niniwy. Obecnie stanowisko archeologiczne Tell Abu Marya w Iraku.
Początki miasta nie są znane. ale wiadomo, że w końcu II tys. p.n.e. zaczął tu wznosić swój pałac asyryjski król Aszur-resza-iszi I (1132-1115 p.n.e.). Prace budowlane przy nieukończonej budowli kontynuował jeden z jego następców, Aszur-bel-kala (1073-1056 p.n.e.). W X wieku p.n.e. miasto najprawdopodobniej popadło w ruinę, gdyż ok. 900 roku p.n.e. asyryjski król Adad-nirari II (911-891 p.n.e.) musiał je odbudowywać, wznosząc przy okazji swój pałac. W ślady Adad-nirari II poszedł Aszur-nasir-apli II, który również zbudował tu swój pałac, umieszczając w jego fundamentach srebrne i złote tablice fundacyjne. Za rządów Adad-nirari III (810-783 p.n.e.) Apku znalazło się wśród miast i ziem, które król przeznaczył w zarządzanie Nergal-eriszowi, jednemu ze swych gubernatorów.